# Ma Jin
Ma Jin (en chino: 马晋; Changzhou, 7 de mayo de 1988) es una deportista china que compitió en bádminton, en las modalidades de dobles y dobles mixto.
Participó en dos Juegos Olímpicos de Verano, obteniendo una medalla de plata en Londres 2012, en la prueba de dobles mixtos (junto con Xu Chen), y el cuarto lugar en Río de Janeiro 2016.
Ganó siete medallas en el Campeonato Mundial de Bádminton entre los años 2009 y 2015. En los Juegos Asiáticos consiguió cuatro medallas, oro y bronce en 2010 y oro y bronce en 2014.

## Palmarés internacional
| Juegos Olímpicos   | Juegos Olímpicos        | Juegos Olímpicos  | Juegos Olímpicos |
| Año                | Lugar                   | Medalla           | Prueba           |
| ------------------ | ----------------------- | ----------------- | ---------------- |
| 2012               | Londres (Reino Unido)   | Medalla de plata  | Dobles mixto     |
| Campeonato Mundial |                         |                   |                  |
| Año                | Lugar                   | Medalla           | Prueba           |
| 2009               | Hyderabad (India)       | Medalla de bronce | Dobles           |
| 2010               | París (Francia)         | Medalla de oro    | Dobles mixto     |
| 2010               | París (Francia)         | Medalla de plata  | Dobles           |
| 2011               | Londres (Reino Unido)   | Medalla de bronce | Dobles mixto     |
| 2013               | Cantón (China)          | Medalla de plata  | Dobles mixto     |
| 2014               | Copenhague (Dinamarca)  | Medalla de plata  | Dobles mixto     |
| 2015               | Yakarta (Indonesia)     | Medalla de bronce | Dobles mixto     |
| Juegos Asiáticos   |                         |                   |                  |
| Año                | Lugar                   | Medalla           | Prueba           |
| 2010               | Cantón (China)          | Medalla de oro    | Equipo           |
| 2010               | Cantón (China)          | Medalla de bronce | Dobles mixto     |
| 2014               | Incheon (Corea del Sur) | Medalla de oro    | Equipo           |
| 2014               | Incheon (Corea del Sur) | Medalla de bronce | Dobles mixto     |